# Aleksander Kaszkiewicz
Aleksander Kaszkiewicz (ur. 23 września 1949 we wsi Podgajdzi koło Ejszyszek) – białoruski duchowny rzymskokatolicki narodowości polskiej, biskup diecezjalny grodzieński, w latach 1991–2024, przewodniczący Konferencji Episkopatu Białorusi w latach 2006–2015.

## Życiorys
Ukończył Wyższe Seminarium Duchowne w Kownie i 30 maja 1976 otrzymał święcenia kapłańskie.
W latach 1976–1981 pracował w Poniewieżu jako wikariusz. W 1981 został proboszczem parafii pw. Ducha Świętego w Wilnie. 13 kwietnia 1991 papież Jan Paweł II mianował go biskupem nowo utworzonej diecezji grodzieńskiej. Sakrę biskupią otrzymał 23 maja 1991 z rąk Tadeusza Kondrusiewicza – arcybiskupa metropolity mińsko-mohylewskiego.
W ramach Konferencji Episkopatu Białorusi w latach 2006–2015 był przewodniczącym Konferencji Episkopatu. 14 kwietnia 2021 został wybrany zastępcą przewodniczącego Konferencji Episkopatu. Obecnie stoi również na czele Rady do spraw Młodzieży i Rady do spraw Wychowania Katolickiego.